# Turbonilla coomansi
Turbonilla coomansi är en snäckart som beskrevs av Van Aartsen 1994. Turbonilla coomansi ingår i släktet Turbonilla och familjen Pyramidellidae. Inga underarter finns listade i Catalogue of Life.